# De par chez nous
De par chez nous est une émission de télévision canadienne de type magazine documentaire diffusée depuis le 5 janvier 2017 sur la chaîne Unis TV. Elle est aussi diffusée sur TV5 Monde et est disponible en vidéo à la demande sur la plateforme ICI TOU.TV.

## Synopsis
La série documentaire pose un regard neuf sur le Québec à l’extérieur des grands centres. À travers le regard et les actions des gens qui ont décidé d’habiter les régions éloignées, l’animatrice Marième Ndiaye découvre des initiatives sociales, culturelles et entrepreneuriales qui mettent en lumière le dynamisme et la vitalité des régions du Québec. Engagement social, solidarité, coopération et altruisme sont au cœur du travail des gens qui relèvent des défis et qui veulent assurer un avenir et développer leur coin de pays. Par exemple, on découvre le projet de ferme maraîchère innovante d'un agriculteur de la Minganie qui permet de cultiver une grande variété de légumes malgré le climat rigoureux de la Côte-Nord, une microbrasserie qui offre des bières et de produits locaux à sa clientèle à Saint-Jean-Port-Joli et les projets de constructions d'écoles et de garderies de Maskinongé et du Lac-Édouard qui ont pour but d'éviter l'exode des familles dans leur coin de pays.
Dans les saisons 3 et 4, la série sort de la province de Québec et explore les initiatives régionales qui se font dans les communautés francophones à travers le Canada.

## Fiche technique
- Animation : Marième Ndiaye
- Production : Saturne 5
- Productrice : Martine Forand
- Producteur : Pierre-Yves Lord
- Réalisation : Julie Lambert
- Scénarisation : Linda Amyot, Marie-Ève Lemieux
- Direction photo : André Bédard